# Haravgi
Haravgi (en griego: Χαραυγή) es un periódico en idioma griego, publicado en Chipre desde 1956. Es el portavoz del partido comunista chipriota AKEL (Partido Progresista del Pueblo Obrero). Es uno de los mayores periódicos de la isla con una circulación diaria de alrededor de 9.000 copias. Otros periódicos publicados en Chipre son Phileleftheros, Simerini, Alithia y Politis.